# Green Glens Arena
Die Green Glens Arena ist eine Mehrzweckhalle in der irischen Stadt Millstreet.
Die 80 × 40 Meter große Arena bietet 8.000 Sitzplätze. Neben Veranstaltungen rund um den Pferdesport (Springreiten, Pferdeauktionen) finden auch Messen (Landwirtschaft, Oldtimer) und seltener Boxkämpfe oder Konzerte statt. Im Springreiten wurden hier Weltcupspringen in den Jahren 1992 bis 2000 durchgeführt. Der Eurovision Song Contest 1993 wurde in der Green Glens Arena ausgetragen.
Neben der Halle befindet sich eine 0,2 km² große Pferdesportanlage. Auch diese wird regelmäßig für Reitturnier genutzt, so etwa mehrfach für Europameisterschaften der Ponyreiter, Children, Junioren und Jungen Reiter im Springreiten. Internationale 3*-Vielseitigkeiten werden hier ebenso ausgetragen.
Halle und Reitanlage ließ Noel C. Duggan errichten, der Komplex wird weiterhin von der örtlichen Unternehmerfamilie Duggan betrieben.